# William Hicks
William Hicks, dit Hicks Pasha (1830 — 5 novembre 1883), est un officier militaire britannique.

## Biographie
Il est nommé capitaine en 1861. Il participe à l'Expédition britannique en Éthiopie entre 1867 à 1868. Il est nommé colonel en 1880. Il participe à la Guerre anglo-égyptienne (1882). Il participe à la Guerre des mahdistes. Il commande les troupes britanniques durant la Bataille d'El Obeid en 1883. Il décède le 5 novembre 1883, à la suite d'une embuscade proche de Kashgil, situé à 48 km au sud d'El Obeid,.